# Adansonia suarezensis
Il baobab di Suarez (Adansonia suarezensis H.Perrier, 1952) è un albero appartenente alla famiglia  delle Malvacee (sottofamiglia Bombacoideae), endemico del Madagascar.

## Descrizione
Adansonia suarezensis ha un tronco cilindrico, alto in genere 4–5 m ma con esemplari che superano i 10 m, con una corteccia grigio-brunastra. I rami sono corti e tozzi e si dipartono orizzontalmente dal tronco formando una corona appiattita.

Le foglie sono palmate, di colore giallo-verdastro e cadono del tutto durante la stagione secca.
 
I fiori, di colore bianco, compaiono dopo la caduta delle foglie e sono molto grandi e odorosi, specie durante la notte.

I frutti, di forma allungata, possono raggiungere 1 kg di peso.

## Biologia
La impollinazione di questa specie è mediata da pipistrelli della famiglia Pteropodidae.

## Distribuzione e habitat
Sino a poco tempo fa si riteneva che questa specie fosse presente solo all'estremità settentrionale del Madagascar, nei dintorni di Antsiranana. Nuove popolazioni sono state individuate poco più a sud nella foresta di Mahory, tra la riserva dell'Ankarana e quella di Analamerana.
Il suo habitat naturale è la foresta decidua secca; piccoli esemplari si trovano anche nelle macchie costiere.

## Conservazione
Per la ristrettezza del suo areale e la esiguità della popolazione A. suarezensis è classificata dalla IUCN come specie in pericolo di estinzione (Endangered).